# Ármin Vámbéry
Dans le nom hongrois Vámbéry Ármin, le nom de famille précède le prénom, mais cet article utilise l’ordre habituel en français Ármin Vámbéry, où le prénom précède le nom.
Ármin Vámbéry ([ˈaːɾmin], [ˈvaːmbeːri]), ou Arminius Vambery, né Hermann Wamberger le 19 mars 1832 à Szentgyörgy, mort le 15 septembre 1913 à Budapest, est un géographe orientaliste hongrois, professeur des universités et membre de l'Académie hongroise des sciences.

## Biographie

### Origines, études et famille
Hermann Wamberger est le premier-né d'une famille juive hongroise. Son père meurt peu de temps avant sa naissance (1831) et sa mère doit alors l'élever seule dans la pauvreté. Lorsqu'il a trois ans, il est atteint d'une paralysie de la jambe gauche dont il s'accommodera lors de ses voyages en Orient. Sa mère se remarie au moment même où la famille emménage à Dunaszerdahely, en Haute-Hongrie (Dunajská Streda, actuelle Slovaquie). Il y fréquente l'école primaire jusqu'à l'âge de 12 ans et devient à la fin de sa scolarité apprenti-tailleur, puis accepte par la suite d'être le précepteur des enfants de l'aubergiste local. Reconnaissant ses capacités hors du commun, des personnes aisées de son entourage décident de lui venir en aide afin qu'il puisse poursuivre ses études.
En 1845, il s'inscrit au lycée piariste de Szentgyörgy (Szentgyörgyi piarista  gimnázium). En 1847, il poursuit ses études au lycée évangélique de Sopron (Soproni evangélikus líceum). Depuis l'âge de 16 ans, il parle couramment le yiddish, l'allemand, le slovaque et le hongrois, et il a appris parfaitement le latin et le français au lycée. Tout cela l'aide pour apprendre plus tard l'anglais, quelques langues scandinaves, le russe, le serbe et d'autres langues slaves. Il effectue la suite de ses études à Pozsony et les achève à Pest. Il parvient à subsister toutes ces années, ainsi qu'à satisfaire ses frais de scolarisation, en se faisant employer comme précepteur. Pendant ce temps, il fait la connaissance de la littérature turque, qui suscite chez lui un intérêt très fort pour la culture et la langue turque, qu'il apprendra alors.

### 1857-1861: voyage en Turquie

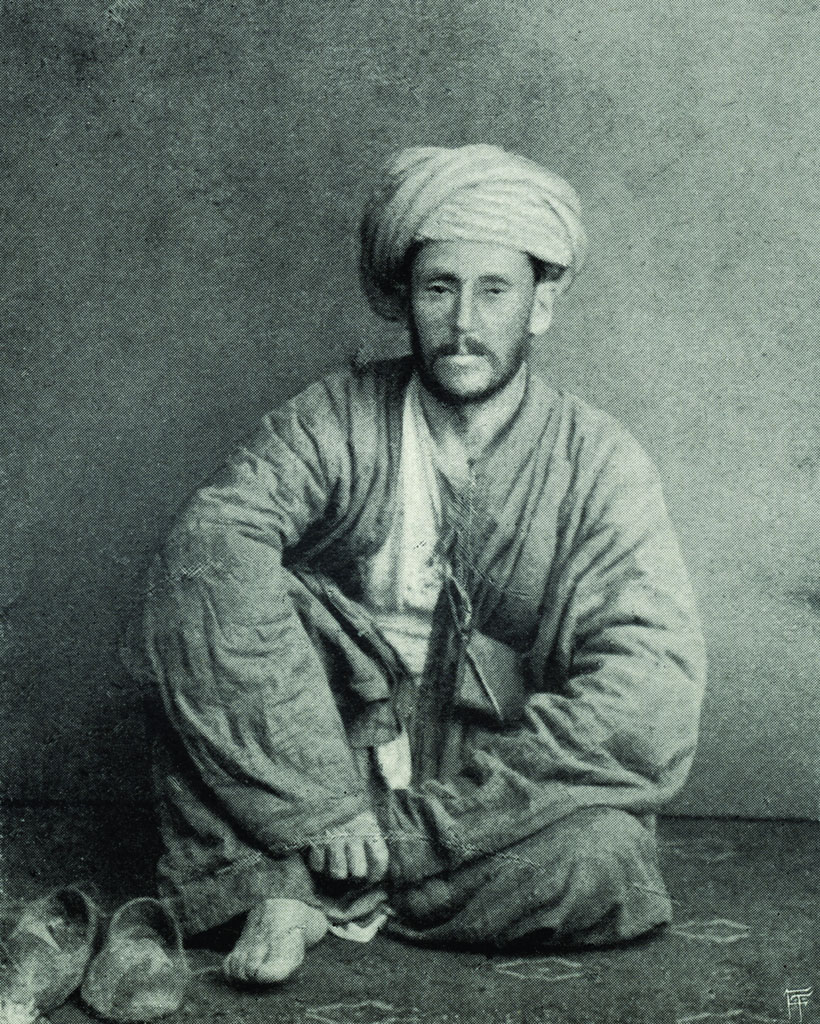
Ármin Vámbéry en habit de derviche, vers 1860.

En 1857, avec le soutien du baron József Eötvös, il part pour Constantinople. Son séjour dure quatre ans. Il devient un premier temps professeur de langues dans la maison du pacha Hussein Daim, ce qui lui permet de découvrir les particularités et les habitudes de la vie orientale. Avec l'aide de celui qui deviendra son instructeur et ami Mullah Ahmed Effendi, il parvient à ressembler en tout point à un véritable Ottoman, au point qu'il est employé comme secrétaire par le célèbre homme d'État Fouad Pacha.
Il publie dans le même temps dans des revues scientifiques le fruit de ses recherches portant, à partir de sources turques, sur les liens historiques entre les Turcs et les Magyars, tout en continuant par ailleurs à assimiler une vingtaine de dialectes orientaux. C'est en 1858 qu'est publié à Constantinople son premier ouvrage : un dictionnaire allemand-turc et turc-allemand.
En 1860, il devient membre-correspondant de l'Académie hongroise des sciences. La même année, il offre à cette dernière le Tarih-i Üngürüsz [« L'Histoire des Hongrois »], une ancienne chronique hongroise, que Mahmud Tercüman, traducteur de l'époque de Soliman le Magnifique, avait sauvée en 1543 de l'incendie de la bibliothèque royale de Székesfehérvár et avait par la suite traduite en turc. Ce document n'est alors pas considéré comme historiquement valable, notamment sous la pression de József Budenz.

### 1861-1864: voyage en Asie centrale

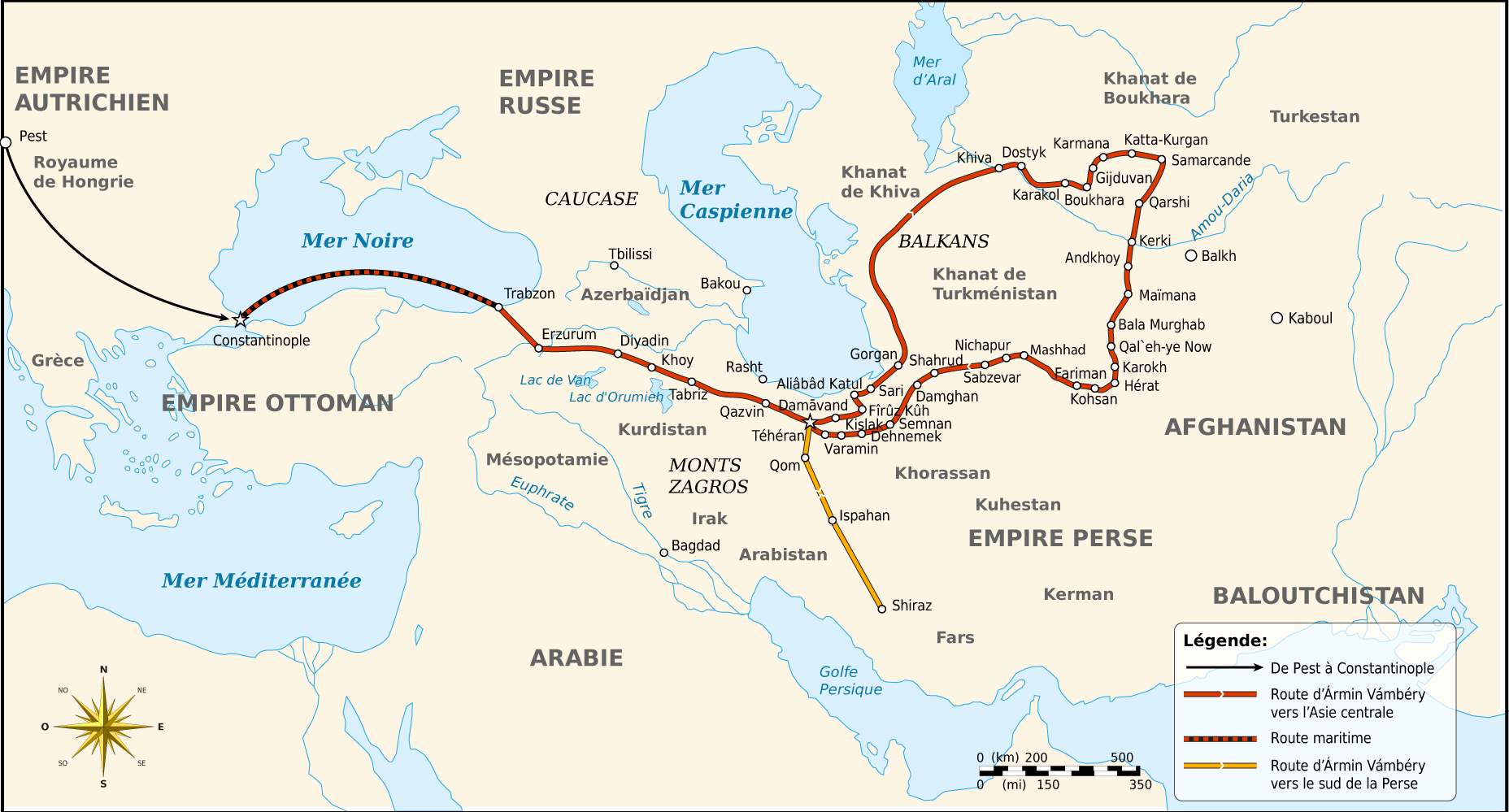
Périple d'Ármin Vámbéry

En 1861, il retourne à Pest avec l'intention de découvrir la patrie ancestrale des Magyars. Il retourne à Constantinople avec le soutien de l'Académie hongroise des sciences (MTA) et en repart sous le nom de Rachid Effendi, habillé en derviche sunnite.
Après Trébizonde sur la mer Noire, il passe de Tabriz à Téhéran (Perse) en juillet 1862. Après quelques mois à Téhéran, il visite Ispahan puis Chiraz. De retour à Téhéran à la mi-janvier 1863, il prépare son départ et intègre la caravane d'un groupe de pèlerins de retour de La Mecque se rendant à Samarcande. La caravane quitte Téhéran le 28 mars 1863. Avec elle, il traverse les déserts d'Asie centrale (Karakoum, Zanjan et Qazvin). En juin 1863, il arrive à Khwarezm (aujourd'hui : Khiva), en Ouzbékistan où il continue, y compris lors de son entretien avec le khan Mohammed, à se faire passer avec succès pour Rachid Effendi.
Lorsqu'il arrive à Samarcande, après avoir traversé Boukhara, il attire le soupçon de l'émir local, mais, après plus d'une demi-heure d'interrogatoire, il parvient à le convaincre de sa qualité de fidèle. L'émir le laisse alors reprendre sa route, après l'avoir chargé de présents. Il fait alors ses adieux à ses compagnons de route pour se joindre à une nouvelle caravane se rendant à Hérat. (À Kerki il quitte momentanément la caravane pour visiter Balkh et Mazar-e Sharif). De Hérat il passe à Mashhad (où il décide d'abandonner son rôle de derviche) et arrive aux portes de Téhéran le 19 janvier 1864. Il regagne Constantinople en mars 1864, en passant par Trébizonde et Erzurum.

### Après 1864: retour à Pest

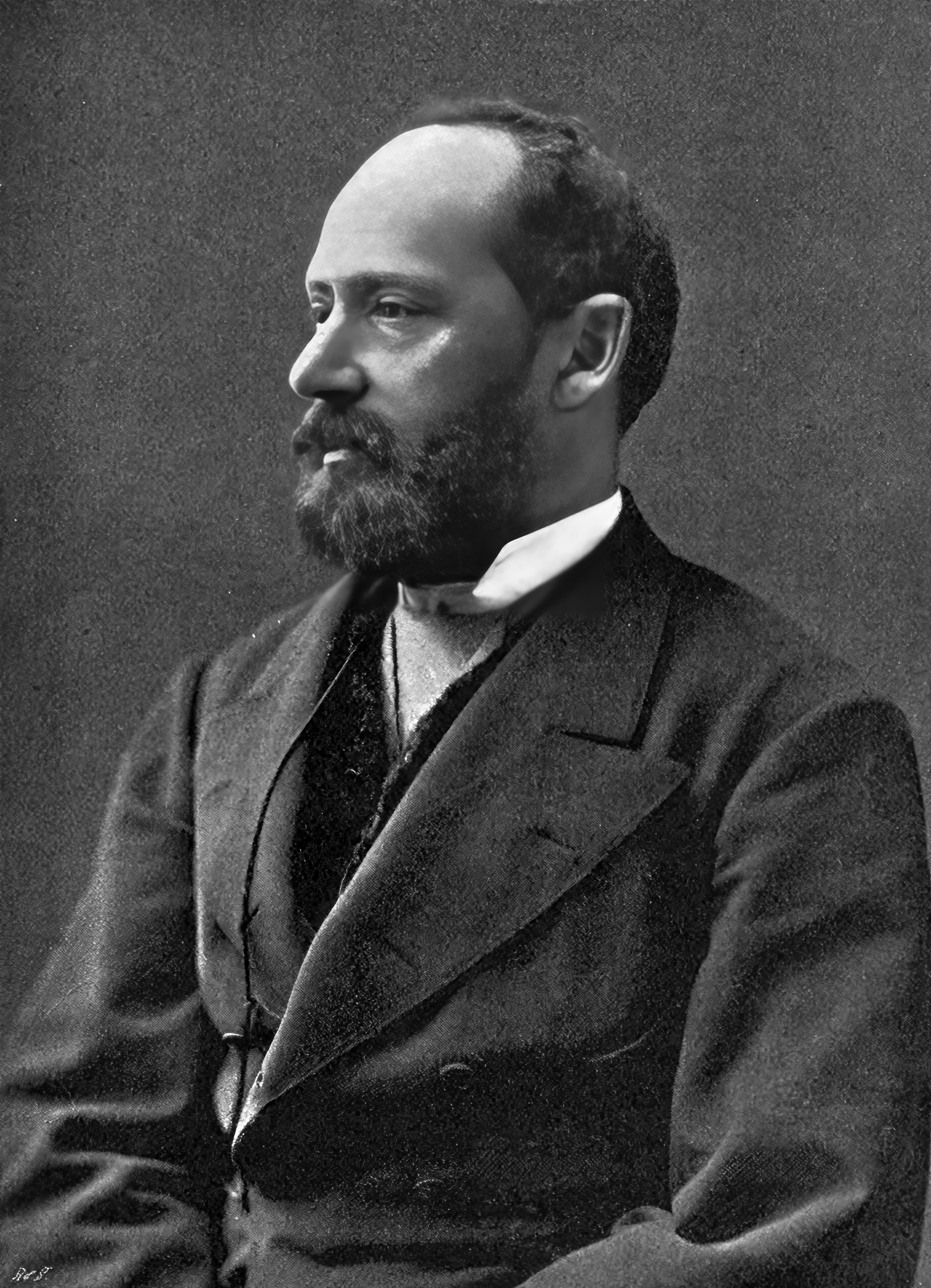
Ármin Vámbéry en 1895.

En mai 1864, il rentre à Pest. Son expérience le fait considérer comme un précurseur : c'est la première fois qu'un Européen parvient à effectuer ce genre de pérégrination à travers l'Asie centrale. Pour ne pas éveiller les soupçons des autochtones, il n'a noté que furtivement quelques observations lors de son périple. En 1865, lors d'un voyage en Angleterre, il est accueilli avec honneur et considération. Il publie par la suite son ouvrage Travels in Central Asia [« Voyages à travers l'Asie centrale »], sorte de recueil de toutes ses annotations prises discrètement sur un petit carnet. Il est également revenu de son voyage en compagnie du Mollah Sadik, professeur en religion d'Asie centrale.
En 1865, il devient professeur de langues orientales à l'université de Pest jusqu'à sa retraite en 1904.
La contribution déterminante d'Ármin Vámbéry à la connaissance de l'Asie centrale est distinguée par de nombreuses sociétés savantes. Parmi elles, il est désigné membre honorifique de la Société royale de Géographie anglaise (Royal Geographical Society) et est reçu cordialement par la cour royale. Il participe également en 1872, aux côtés de János Hunfalvy, Antal Berecz et János Xántus à la création de la Société hongroise de géographie (Magyar Földrajzi Társaság), dont il occupe la présidence entre 1889 et 1890.
En 1876, il devient membre ordinaire de l'Académie hongroise des Sciences.
Il meurt à Budapest en 1913 à l’âge de 80 ans. Son unique descendant est Rusztem Vámbéry, né le 29 février 1872 à Budapest.

## Postérité

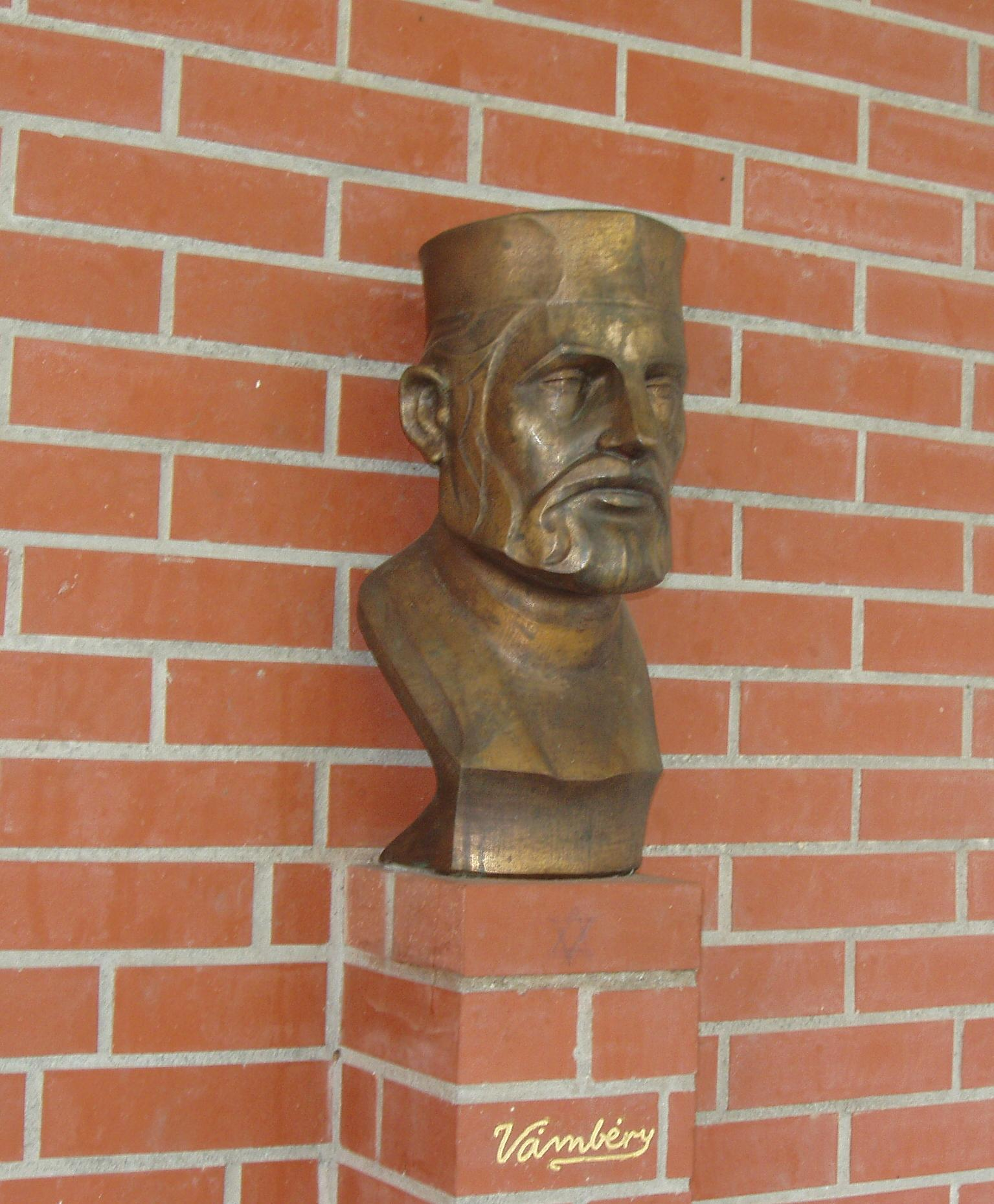
Buste d'Ármin Vámbéry à Dunajská Streda (Dunaszerdahely)

Ármin Vámbéry est l'un des orientalistes juifs, à l'instar de Kourban Saïd, à avoir pris l'identité et à avoir écrit sur la vie musulmane. Dans sa vie il avait changé à trois reprises de religion : du judaïsme il était passé au catholicisme chez les piaristes, puis au protestantisme au lycée évangélique de Sopron et finalement à l'islam auprès de Mullah Ahmed Effendi. Il était à la fois un agent double et un passeur double : fidèle à la monarchie austro-hongroise, il était également proche des sultans ottomans, en particulier d'Abdülhamid II, dont il a recueilli des confidences. En 1900–1901, il promet à Theodor Herzl de lui négocier une audience avec le sultan ottoman Abdülhamid II, mais son but est alors davantage d'extorquer de l'argent à Herzl et il n'organise pas la rencontre.
Dans le domaine linguistique, Ármin Vámbéry a plaidé avec enthousiasme pour la théorie pantouranienne d'un lien étroit entre le turc et le hongrois, provoquant un débat très vif, tant sur les plans scientifique que politique en Hongrie. Vámbéry a fait valoir alors que les similitudes entre les deux langues étaient le fait d'une origine géographique commune localisée au Nord de l'Asie. Cette théorie prenait ainsi le contre-pied de la théorie d'une origine finno-ougrienne du hongrois, alors largement dominante en Hongrie. En Turquie au contraire, le hongrois et le turc sont toujours considérés comme deux branches de la même famille linguistique ouralo-altaïque.
Selon Vámbéry, l'Asie centrale serait le berceau de la troisième « grande race de l'humanité » à côté des Sémites et des Aryens. Ces idées ont été ignorées pendant une bonne partie du XXe siècle pour des raisons qui étaient, au moins en partie, liées au contexte politique et culturel. Les similitudes grammaticales entre turc, hongrois et langues finno-ougriennes sont établies bien que toujours pas réellement étayées par la linguistique comparée.
Vámbéry est aussi connu comme le promoteur et ardent défenseur de la politique anglaise à l'Est contre la politique russe. En 2005 les Archives nationales de Kew (Sussex, Royaume-Uni), désormais accessibles au public, révèlent qu'Ármin Vámbéry a été employé par le ministère britannique des Affaires étrangères comme agent et espion dont la mission était de lutter contre les tentatives de la Russie de gagner du terrain en Asie centrale en direction des positions britanniques sur le sous-continent indien.
Enfin dans le domaine littéraire, Vámbéry a transmis à Bram Stoker les Histoires de la Moldavie et de la Valachie de Johann Christian von Engel (en) (publiées au début du XIXe siècle) pour le roman Dracula : Stoker le cite à travers son personnage, Abraham Van Helsing qui dit avoir été inspiré par my friend Arminius Vambery, of Buda-Pesth University. Le nom du comte Dracula est calqué sur le surnom de deux voïvodes de Valachie du XVe siècle : Vlad Țepeș et son père Dracul, le « Dragon », ainsi appelé parce qu’il était membre de l’Ordre du Dragon ; Vlad Țepeș fut qualifié dans certains libelles, publiés par ses ennemis, de Draculea, le « Dragonneau », et von Engel le dépeint comme un tyran sanguinaire.

## Œuvres
Sauf mention contraire, les ouvrages sont en hongrois, le titre est donné en français. On suit l'ordre chronologique de parution.
- (de) Ármin Vámbéry, Dictionnaire Allemand-turc – Turc-allemand [« Deutsch-türkisches – Türkisch-deutsches Wörterbuch »], Constantinople, 1858
- (hu) Ármin Vámbéry, Voyages d'un faux derviche dans l'Asie Centrale [« Dervisruhában Közép-Ázsián át »], Pest, 1864
- Ármin Vámbéry (trad. Paul-Émile Daurand-Forgues), Voyage dans l’Asie centrale, de Téhéran à Khiva, Bokhara et Samarkand, vol. 12, Paris, Hachette, coll. « Le Tour du monde », 1865 (lire sur Wikisource), p. 33-112
- Mes pérégrinations et mes expériences en Perse [« Vándorlásaim és élményeim Perzsiában »], Pest, 1867
- À propos des langues turques occidentales [« A keleti török nyelvekről »], Pest, 1869
- Points communs entre le hongrois et les langues tataro-turques [« A magyar és török-tatár nyelvekbeni szóegyezések »], Pest, 1869
- Contes indiens [« Indiai tündérmesék »], Pest, 1870
- La position dominante de la Russie en Asie [« Oroszország hatalmi állása Ázsiában »], Pest, 1871
- (en) History of Bokhara from the earliest period down to the present Londres, 1873 — La date est celle de la traduction.
- L'Islam au XIXe siècle [« Az iszlám a XIX. században »], Leipzig, 1875
- Portraits d'Orient [« Keleti életképek »], Budapest, 1876
- Les nationalités hunes et avares [« A hunok és avarok nemzetisége »], Budapest, 1881
- L'origine des Magyars [« A magyarok eredete »], Budapest, 1882
- La lutte à venir pour l'Inde ("The coming struggle for India"), Londres, 1885
- La genèse et l'évolution de la magyarité [« A magyarok eredete »], Budapest, 1895
- (fr) Le péril jaune, étude sociale, Budapest, Ranschburg, 1904 — La date est celle de la traduction.
- Mes combats [« Küzdelmeim »], Budapest, 1905
- La culture occidentale en Orient [« Nyugat kultúrája Keleten »], Budapest, 1906
- Dans le berceau de la magyarité [« A magyarság bölcsőjénél »], Budapest, 1914
- Les Russes [« Oroszok »], Budapest, 1915
- Comment j'ai pris la décision de voyager en Europe... [« Hogyan határoztam el, hogy Európába utazom ... »], Budapest, 1915

### Œuvres en ligne
- Magyar Electronikus Könivtár